# Spathiopus looensis
Spathiopus looensis är en kräftdjursart som beskrevs av Thomas och J. L. Barnard 1985. Spathiopus looensis ingår i släktet Spathiopus och familjen Melitidae. Inga underarter finns listade i Catalogue of Life.